# 20歲的早安少女組。
《二十歲的早安少女組。》（二十歳のモーニング娘。）是以早安少女組。20th的名義發行的迷你專輯，於2018年2月7日發行。唱片公司為zetima。

## 概要
- 與上一張迷你專輯（7.5冬冬モーニング娘。ミニ！）相距約12年。
- 早安少女組。20th由早安少女組。初期五位成員與早安少女組。'18組成。
- 本作分「初回限定盤」、「通常盤」2種版本。
- 在正式發售前，2018年1月28日24:00時起先行配信「早安咖啡(20th Anniversary Ver.)」及「沐浴在陽光下的花朵」二首歌曲。
- 睽違15年獲得Oricon專輯週榜第1名。

## 收錄內容

### CD（初回限定盤、通常盤）
1. 早安咖啡(20th Anniversary Ver.)
（作詞・作曲：淳君 編曲：鈴木俊介）
早安少女組。20th。
2. WE ARE LEADERS! ～隊長難為～（WE ARE LEADERS! ～リーダーってのもつらいもの～）
（作詞・作曲：前山田健一 編曲：高橋諭一）
初代隊長中澤裕子、二代隊長飯田圭織、三代隊長矢口真里、四代隊長吉澤瞳、五代隊長藤本美貴、六代隊長高橋愛、七代隊長新垣里沙、八代隊長道重沙由美、九代隊長譜久村聖。
3. 沐浴在陽光下的花朵（花が咲く 太陽浴びて）
（作詞・作曲：淳君 編曲：平田祥一郎 ）
早安少女組。'18
4. ENDLESS HOME 
（作詞・作曲：大森靖子 編曲：菊谷知樹 ）
安倍夏美（feat.譜久村聖、小田櫻）。
5. 晴天祭典（お天気の日のお祭り） 
（作詞・作曲：淳君 編曲：板垣祐介 ）
早安少女組。'18
6. 種子的羽翼（タネはツバサ(Wings of the Seed)）
（作詞：サエキけんぞう 作曲：桜井鉄太郎 編曲：河野伸 ）
中澤裕子、石黑彩、飯田圭織、安倍夏美、福田明日香。
7. 五線譜的束帶（五線譜のたすき）
（作詞：児玉雨子 作曲：星部ショウ 編曲：	加藤裕介、星部ショウ ）
8. 愛之種(20th Anniversary Ver.)（愛の種(20th Anniversary Ver.)）
（作詞：サエキけんぞう 作曲：桜井鉄太郎 編曲：鈴木俊介 ）

### DVD（初回限定盤）
- 「中澤裕子Interview」
- 「石黑彩Interview」
- 「飯田圭織Interview」
- 「安倍夏美Interview」
- 「福田明日香Interview」
- 泡泡(早安少女組。誕生20周年記念CONCERT TOUR AUTUMN ～We are MORNING MUSUME。～) 2017年11月21日 at 日本武道館
- 憂鬱的共鳴（リゾナント ブルー）(早安少女組。誕生20周年記念CONCERT TOUR AUTUMN ～We are MORNING MUSUME。～) 2017年11月21日 at 日本武道館
- 「MC」(早安少女組。誕生20周年記念CONCERT TOUR AUTUMN ～We are MORNING MUSUME。～) 2017年11月21日 at 日本武道館
- 喜歡你（好きだな君が）(早安少女組。誕生20周年記念CONCERT TOUR AUTUMN ～We are MORNING MUSUME。～) 2017年11月21日 at 日本武道館
- 機器人之吻（ロボキッス）(早安少女組。誕生20周年記念CONCERT TOUR AUTUMN ～We are MORNING MUSUME。～) 2017年11月21日 at 日本武道館
- 「MC」(早安少女組。誕生20周年記念CONCERT TOUR AUTUMN ～We are MORNING MUSUME。～) 2017年11月21日 at 日本武道館
- 愛之種(20th Anniversary Ver.)（愛の種(20th Anniversary Ver.)）MUSIC VIDEO
- 五線譜的束帶（五線譜のたすき）MUSIC VIDEO

### 參加成員
- 1期：中澤裕子、石黑彩、飯田圭織、安倍夏美、福田明日香
- 2期：矢口真里
- 4期：吉澤瞳
- 5期：高橋愛、新垣里沙
- 6期：藤本美貴、道重沙由美
- 9期：譜久村聖、生田衣梨奈
- 10期：飯窪春菜、石田亞佑美、佐藤優樹
- 11期：小田櫻
- 12期：尾形春水、野中美希、牧野真莉愛、羽賀朱音
- 13期：加賀楓、橫山玲奈
- 14期：森戶知沙希